# 大科爾平湖

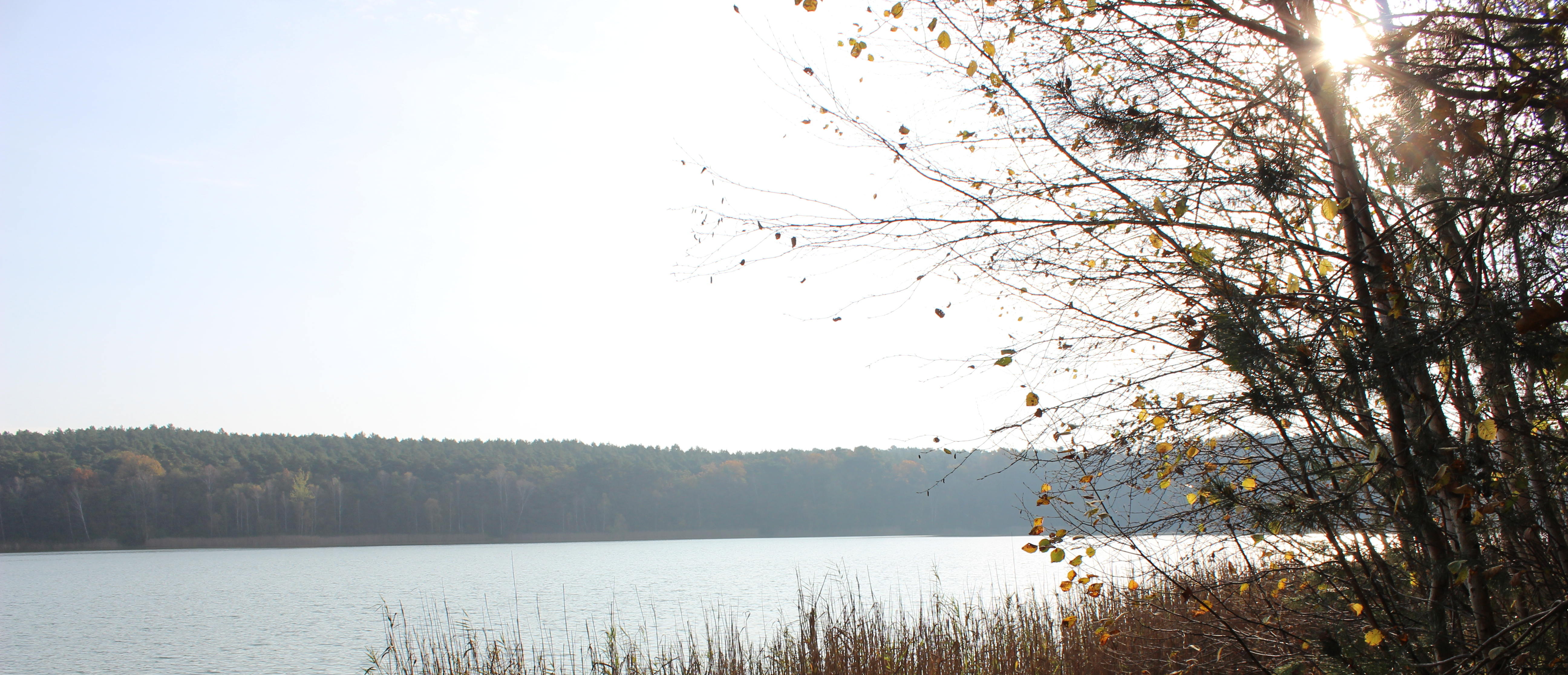

52°17′47″N 13°59′45″E / 52.29638°N 13.99593°E
大科爾平湖（德語：Großer Kolpiner See），是德國的湖泊，位於該國西南部，由勃蘭登堡州負責管轄，處於奧得-施普雷縣，面積0.24平方公里，海拔高度43米，平均水深2米，最大水深4米。